# Willem Wijnen (wethouder)
Johannes Wilhelmus (Willem) Wijnen (Neerkant, 2 juni 1881 - Deurne, 5 november 1972) was een Deurnese fietsenmaker en –fabrikant die 48 jaar raadslid en enkele jaren wethouder van Deurne was. Het Willem Wijnenpad in Deurne is naar hem genoemd.

## Afkomst
Willem Wijnen werd geboren te Neerkant op 2 juni 1881. Hij was de oudste van een tuiniersgezin van twaalf kinderen, van wie er tien de volwassen leeftijd bereikten. Na zijn huwelijk in 1903 met de in Duisburg (Duitsland) geboren Anna Maria Toonen vestigde hij zich in Helenaveen waar hij als veenarbeider werkzaam was. Rond 1907 verhuisde hij naar Griendtsveen waar hij op het veenderijbedrijf een kantoorbaantje kreeg en tevens als postbode tussen Griendtsveen en Helenaveen werkzaam was.

## Rijwielhersteller en fietsfabrikant
In 1913 verhuisde hij naar Tegelen waar hij zich door zelfstudie bekwaamde tot hulpcommies bij de douane. Ook leerde hij daar het vak van rijwielhersteller. Na zijn terugkeer in augustus 1914 naar Zeilberg werkte hij in de Helmondse schroefboutenfabriek van Evert & Van der Weijden. Aan de Vlierdenseweg huurde hij voor twee gulden per week een pand waarin hij in zijn vrije tijd fietsen repareerde. Hij werkte ook nog enige tijd in de rijwielzaak van de familie De Haas in Helmond. Later begon Wijnen fulltime zijn eigen fietsenzaak en voerde nog enige tijd zijn eigen fietsmerk Het Wapen van Deurne. Uit fabrieksonderdelen assembleerde hij zelf fietsen onder dit merk. Later verhuisde hij met zijn zaak naar de Sint-Jozefstraat.

## Raadslid en wethouder
Door zijn contacten met een naburig Deurnes raadslid raakte Wijnen geïnteresseerd in de plaatselijke politiek. Een van de eerste conflicten waarbij hij als raadslid betrokken raakte was het ontslag als gemeentewerker en de uitzetting uit een gemeentewoning van Peer de Corte, de vader van zanger-tekstschrijver Jules de Corte nadat deze als stakingsleider had opgetreden. Hij raakte daarbij ook in conflict met de plaatselijke pastoor. Tijdens de raadsvergaderingen hamerde hij er steeds op om te handelen volgens de pauselijke encyclieken Quadragesimo Anno en Rerum Novarum en was daarmee de partij van de in zijn dorpskern zo talrijk vertegenwoordigde arbeiders. Zowel voor als na de Tweede Wereldoorlog heeft hij ook als wethouder gefunctioneerd. Ten gevolge van zijn toenemende hardhorendheid moest hij zijn raadslidmaatschap opgeven.